# وادي غيس
وادي غيس، هو وادٍ يقع في شمال المغرب، ومن أبرز أودية وأنهار ما يعرف بـ الريف المغربي، إلى جانب نهر نكور، ووادي كرت، ووادي إسلي، ونهر ملوية.

## وادي غيس في التاريخ
يُذكر في التاريخ أنّه كان يستوطن ضفاف وادي غيس فرع إمرابضن من قبيلة آيث ورياغل الريفية الأمازيغية في شمال المغرب، وأنّ هذا الوادي كان ومازال أهمّ مورد مائي لجماعة بني حذيفة الواقعة بإقليم الحسيمة، وأن وادي غيس دائم الجريان، وكانت هذه البطون من قبيلة آيث وياغل تستغله للشرب والفلاحة. وكانوا يستغلون في أنشطتهم الفلاحية مياه وادي غيس إضافة إلى واديين آخرين دائمي الجريان أيضا وهما؛ وادي “تمذوين” الذي يخترق مجموعة من الدواوير أبرها؛ "إحدوثن، بوجطاط و مشكور"، ووادي "تيزمورين" الذي يخترق دواري تزمورين و إهارونا.
وفي وثيقة لنسب الشرفاء الريفيين، أنّ محمداُ الملقب بالشريف بوطربوش، والذي "منه تناسل الشرفاء الريفيون ببني ورياغل كان ساكنا بسبتة فارتحل إلى الريف وسكن جبل احمام (جبل عمال) بين وادي غيس ووادي النكور".

## سد وادي غيس
عام 2017 انطلقت أشغال بناء سد على وادي غيس يُعرف بـ سدّ غيس، ويبعد عن مدينة الحسيمة جهة الجنوب الغربي بحوالي حوالي 43 كلم. وبلغ السعة التخزينية لهذا السدّ 93 مليون متر مكعب. ومن المتوقّع أن يتمكّن من سقي حوالي 1320 هكتار من الأراضي الفلاحية. وكانت هناك مطالب ببناء سدّ آخر على وادي غيس باسم "سد إيفاسين" (وتعني إفاسين باللغة الأمازيغية: اليدين) لكنّ الوزارة المعنية بالأمر أكدت بأنّ ثمة صعوبات جيولوجية تحول دون ذلك.

## التسمية
كلمة "غيس" باللهجة العامية المغربية تعني "الطين"، ولعل الوادي سمي بهذا الاسم لكثرة الطيون والأوحال المتواجدة فيه.